# Dia de Martin Luther King
O Dia de Martin Luther King Jr. (em inglês: Martin Luther King Day - MLK Day) é um feriado nacional estadunidense em homenagem a Martin Luther King Jr,  oficializado em 1983, sendo celebrado na terceira segunda-feira do mês de janeiro, data próxima ao aniversário de King. É um dos três feriados nacionais dos Estados Unidos em comemoração a uma pessoa. Dependendo do ano, pode celebrar-se entre 15 e 21 de janeiro.
Linha do tempo do Dia de Martin Luther King:
1968 - Martin Luther King é assassinado; O deputado John Conyers, D-Mich, introduz uma legislação para comemorar o feriado federal Martin Luther King Day.
1973 - Illinois é o primeiro estado a adotar o Martin Luther King Day como um feriado estadual.
1983 - Congresso aprova e o presidente Ronald Reagan sanciona a legislação criando o Dia de Martin Luther King
1986 - Dia de Martin Luther King se torna feriado nacional.
1987 - O governador do Arizona acaba com o Martin Luther King Day como seu primeiro ato de governo, isso dá início a uma onda de boicote ao estado.
1989 -  Martin Luther King Day é adotado como feriado por 44 estados.
1991 - A NFL transfere o local do Super Bowl de 1993 de Phoenix, Arizona, para Pasadena, Califórnia, como boicote à cidade de Arizona.
1992 - Cidadãos de Arizona aprovam em votação o Martin Luther King Day. O Super Bowl de 1996 é realizado na cidade Tempe no estado do Arizona.
1993 - Pela sua primeira vez o Martin Luther King Day, às vezes com nomes diferentes - nem sempre como dia pago - é realizado em todos os 50 estados.
1999 - New Hampshire é o último estado a adotar o Martin Luther King Day como feriado pago, substituindo o feriado estadual opcional do Dia dos Direitos Civis.
2000 - Utah torna-se o último estado a reconhecer Martin Luther King Day pelo nome, rebatizando seu feriado estadual do Dia dos Direitos Humanos. A Carolina do Sul torna-se o último estado a adotar o Martin Luther King Day como um feriado remunerado para todos os funcionários do Estado. Até então os funcionários podiam escolher se comemorava o Martin Luther King Day ou um dos outros feriados nacionais.
A data é comemorada na terceira segunda-feira de Janeiro.